# رجحان جالشقور
زينب رجحان جالشقور (بالتركية: Rüçhan Çalışkur)‏؛ رجحان چالش‌قور) من مواليد 13 فبراير 1947)، ممثلة مسرح، سينما ومسلسلات تركية.
تخرجت من قسم مسرح المعهد الحكومي بجامعة أنقرة وانضمت إلى مسارح الدولة عام 1979. جالشقور، التي عملت كممثلة في المسرح لسنوات عديدة، ذهبت إلى الكاميرا في عام 2003 وبدأت العمل في الأفلام والمسلسلات. جالشقور هي أيضا فنانة دبلجة.

## وصلات خارجية
- رجحان جالشقور على موقع IMDb (الإنجليزية)
- رجحان جالشقور على موقع ألو سيني (الفرنسية)
- رجحان جالشقور على موقع أول موفي (الإنجليزية)
- رجحان جالشقور على موقع قاعدة بيانات الفيلم (الإنجليزية)
- رجحان جالشقور على موقع كينوبويسك (الروسية)